# アイエムエムフードサービス
アイエムエムフードサービス株式会社（英: IMM FOOD SERVICE. INC,.）は、石川県金沢市に本社を置き、外食業を営む日本の企業。2011年設立。

## 概要
現会長の河村征治が、高校卒業後フランスや日本有数のシェフのもとで修行を重ね、グローバルダイニングにて29歳にして同社の副社長兼常務取締役を経て2011年に創業。
2013年、グループ企業としてECサイト運営事業の株式会社森山ナポリを創業し、独自ドメイン名で会員数10万人の食品ECサイトを立ち上げた。
2017年から日本初の本格レモネード専門店ブランド「LEMONADE by Lemonica」を立ち上げ、株式会社レモネード・レモニカを創業し、3年間で100店舗をオープン。米国SFにフードサービスベンチャーORGandIMM Inc.を設立。
2018年、東京・丸の内に点心専門店「YAUMAY」をハイエンドディナーレストランとして118席の大型オープン。

## 歴史
2011年に創業し、ハンバーガーの「ワンダフル県庁前店」を10月にオープン。日本国内がデフレ真っ最中だったこともあって、日常的に利用できるハンバーガーショップ業態をスタート。地方発でブランドを創ることを目指し、現会長である河村征治の故郷金沢をスタート地とした。
しかし、大きく苦戦する。カジュアルな価格帯でのターゲット設定で、100店舗の出店を想定し準備を進めていた。セントラルキッチンをコアに、周辺にまず10店舗という構想であった。
来客数は非常に多く、当初は1日あたり600～700人ほどであった。しかし、出店を重ねると自社で食い合いが発生し始め、2年で2億円近い累損を計上することとなった。
2014年、ハンバーガー店の全店舗閉店を決断する。このタイミングにすべて切り替え、守りに入らず、東京に進出し。並行して金沢には新業態としてオリーブオイルを使った地中海料理を提供するレストラン「オリーブオイルキッチン」をスタート。同ブランドはその後、銀座や富山へ拡大する。ハンバーガー店の経験などは、石川県産業創出支援機構（ISICO）にて取り上げられている。なお、平成24年に出場したISICO主催の「革新的ベンチャービジネスプランコンテストいしかわ」で優秀起業家賞を受賞している。4年目、5年目の2年間には内部留保できるまでに成長させた。
ここでは戦略が間違っていたのだと客観的に分析した。出店した金沢は当時の人口は45万人の地域であり、この経験から、それぞれの街や出店エリアにフィットしたブランドを新たに生み出しオープンさせていく。
2015年に初の和業態「七十二」を富山、金沢、幕張と連続オープン。続いて「金沢回転寿司 輝らり」を金沢、高崎そして八王子に大型店として三店舗。本格ミクソロジーのバー業態「THE STATION BAR MIXOLOGY」をスタート。
2017年11月、スピンアウト業態LEMONADE by Lemonicaをスタート。フランチャイズ展開で一気に100店舗まで拡大(2023年1月見込み)。 同時にECネット販売の「森山ナポリ」は自社ドメインサイトとして異例の会員数10万人を突破。
2018年、東京・丸の内に点心専門店「YAUMAY」をハイエンドディナーレストランとして118席の大型オープン。
2020年、同社役員の水口直文が代表取締役に就任。水口直文は、河村征治とグローバルダイニングから共にパートナーとして外食業界の最前線を走り抜けている。本人は、ウェブ掲載記事の取材時に、「社長になるのは予想外だったので、びっくりしました。」と語っている。河村征治は代表取締役CEO兼会長となる。
2021年12月、コロナ禍にて韓国料理店「チーズトケビ」を金沢駅に隣接するショッピングモール「金沢フォーラス」にオープン。
2022年、チャーシュー専門店「叉焼春（チャーシューメイ）」ふかや花園プレミアム・アウトレット（埼玉県深谷市）にオープン。同ブランドは、東京・丸の内に点心専門店「YAUMAY」の定評あるチャーシューを広めるために、レストランながら併設する本格叉焼専門工場（チャーシューメイ アトリエ）が特長でもある。

### 店名の由来
「Innovative Product Merchandising and Unique Method of Manufacturing（私達は独自で革新的な製造方法に取り組み、高品質な商品提供で地域の活性化に貢献します）」を同社VISIONとしており、この言葉から社名が「IMM」となっている。

## 業態
- ヤウメイ（YAUMAY）
2018年11月、東京丸の内にALAN YAU氏率いる世界で活躍する最高峰のチームが厳選した珠玉の点心20皿を提供している。「HAKKASAN」や「Yauatcha（ヤウアチャ）」でベストセラーとなっている”ヴェニソンパフ（鹿肉の点心）”など、世界中の美食家達を魅了してきた料理に、日本独自のエッセンスを融合[7][8]。鹿児島豚など、日本の素材を取り入れることで、より日本人の舌に合うようローカライズされたオリジナリティ溢れるメニューが日本国内のみならず来日する外国人客からも人気である。同店舗は、三菱地所の丸の内二重橋ビル2Fで、日比谷通り、馬場先通り、丸の内仲通りに面し、皇居外苑のお濠が目の前という好立地でテラス席から街路樹が並ぶ石畳沿いに、国内外のブランド路面店が集まる丸の内仲通りが見渡せる[9]。

- 金沢回転寿司 輝らり（KANAZAWA KAITENSUSHI KIRARI）
2017年1月、金沢駅金沢港口（西口）バスロータリー内にオープン。金沢回転寿司とは、食材から職人の技まで本物を提供する金沢発の新しいお寿司屋である。地元金沢をはじめ北陸の各漁港で水揚げされた白海老、甘海老、ガス海老やのどぐろをはじめ、多種多様な鮮度抜群の魚介を気軽に本格的に味わえる。北陸新幹線開通効果も高く、関東からの客層も多い。

- ザ ステーションバー ミクソロジー（THE STATION BAR MIXOLOGY）
金沢初登場の本格ミクソロジーバー。フュージョン料理の技術的なトレンドを取り入れ、フルーツや野菜、ハーブ、スパイス等の新鮮な素材をスピリッツなどと組み合わせたカクテルメイキングの手法であり、会員制VIPルームがある。

- オー！マイ ステーキ（Oh!My Steak）
2018年7月、「パリのビストロで味わうステーキを」をコンセプトに金沢フォーラス初となるステーキ専門店がオープン。オリジナルカットステーキをはじめ、フランス直送のエシレバターで仕上げるステーキ、野菜たっぷりのステーキ丼とバラエティ豊かな肉料理を提供するステーキ専門店として定評がある[誰?]。アツアツの鉄板から溢れ出す肉汁が楽しめる。パリのビストロで使う特別な焼き方”セニャン”で仕上げるお肉は柔らかくてジューシー。フランチャイズ展開にて、柏市と千葉県八千代市に展開している。

- 生搾りモンブラン専門店（Namashibori Montblanc Senmonten）
独自に開発したモンブラン専用搾り機を使用して一つ一つ丁寧に作り上げる、見た目にも楽しいこだわりのモンブラン専門店。独自の仕入れと配合で完成させた「和栗とイタリア栗の特別仕様モンブランクリーム」「サクサクのメレンゲ」「持ち帰り用にコーティングを施した特製メレンゲ」。季節ごとにリリースされる特別メニューとレシピ、専用に作られた設備器具がフランチャイズブランド本部から全面的サポートと共に提供され、省スペースにて出店できる業態により、既存飲食店営業の一角に併設して全国展開している[10]。